# Les Cahiers de la photographie
Les Cahiers de la photographie est une revue française consacrée à la photographie, créée en 1981 qui s'était donné comme but de promouvoir la critique photographique dans sa dimension contemporaine. 
Elle a été publiée jusqu'en 1990.

## Historique
Dans un restaurant de la rue Froidevaux à Paris, Claude Nori, Bernard Plossu et Gilles Mora, auxquels viendront se joindre Denis Roche et Jean-Claude Lemagny, décident à travers une revue de regrouper les écrits de tous ceux qui, de plus en plus nombreux et dans plusieurs domaines, mènent une réflexion sur la photographie qu’elle soit centrale ou que leurs préoccupations les emmènent à la croiser. 
Le premier numéro des Cahiers de la photographie sort le premier trimestre 1981, publié au sein des éditions Contrejour par une association qui s’est donné comme but de promouvoir la critique photographique dans sa dimension contemporaine et verra son apogée avec l’organisation de deux colloques à la Sorbonne en 1982 et 1985 ; le premier sur l’acte photographique, le second sur l’œuvre photographique.
Pendant une dizaine d’années, des réunions mensuelles, des débats internes, des dissensions et des numéros thématiques, de nombreux critiques, des historiens, des philosophes ou des artistes de tous pays (Anne Baldassari, Angelo Schwarz, Henri Van Lier, André Rouillé, Jean Arrouye, Olivier Revault d’Allonnes, Arnaud Claass, Philippe Dubois, Luigi Ghirri, Alain Fleig, Jacques Clayssen, Alain Desvergnes, Gabriel Bauret, Jean Kempf, Patrick Roegiers…) approfondiront la photographie créative à partir d’exemples puisés à l’intérieur de l’œuvre des photographes, sans pour autant négliger les conditions historiques, sociales ou esthétiques de réception de leur travail, prouvant qu’il existe en France une critique vivante dont les Cahiers de la Photographie sont un des creusets. 
En 1985, le numéro historique consacré, pour la première fois, à l’œuvre de Robert Frank est conçu comme un geste d’admiration et de complicité à l’égard de cet artiste mais aussi comme la concrétisation du savoir-faire critique de l’équipe et des outils théoriques et pratiques qu’elle a forgés au fil des réflexions et des parutions.
Numéros parus :
n°1 1981 : Approches critiques de l'acte photographique
n°2 1981 : Photographie et littérature
n°3 1981 : Quelle histoire la photographie !
n°4 1981 : Le corps regardé
n°5 1982 : Du style
n°6 1982 : Les espaces photographiques, le livre
n°7 1982 : Les espaces photographiques, la galerie
n°8 1983 : L'acte photographique
n°9 1983 : Les photographes humanistes : Doisneau, Boubat, Izis et les autres
n°10 1983 : Les contacts
n°11/12 & spécial 3 1983 : Robert Frank : la photographie, enfin
n°13 1984 : La photobiographie
n°14 1984 : Le territoire
n°15 1985 : acte de colloque de la Sorbonne sur L’œuvre photographique
n°16 1985 : Le zone système : introduction à une méthode photographique / éd. Pierre-Eric Baïda, Patrick Bertholdy, Michel Cégretin (coédition Laplume)
n°17 1985 : L'image accusatrice
n°18 1986 : Henri Cartier-Bresson
n°19 1986 : Cadres/formats
n°20 1988 : Arnaud Claas
n°21 1988 : Patrick Roegiers, L’œil vivant
n°22 1988 : Ralph Gibson
n°23 1989 : Denis Roche
n°24 1989 : 20 ans de photographie créative en France 68/88
n°25 1990 : Roland Barthes et la photo : Le pire des signes
n°26 1992 : Jean-Claude Bélégou, Visages, suivi de Les Amants
n°27 1992 : Histoire photographique de la photographie, Henri Van Lier
n°28 1992 : L'échappée européenne : A travers la collection de la Maison européenne de la photographie
n°29 1994 : Jean-Claude Bélégou, Erres vers le grand Nord
n°30 1994 : Charles Camberoque : Photographies 1975 - 1993